# Albert Chaniel
Albert Chaniel (* 11. Februar 1915 in Antibes; † 1982) war ein französischer Fußballspieler.

## Karriere
Chaniel war 18 Jahre alt, als er 1933 in den Kader des französischen Erstligisten FC Antibes aufrückte und damit den Sprung in die ein Jahr zuvor geschaffene Profiliga schaffte. Der Spieler, der sowohl in der Abwehr als auch im defensiven Mittelfeld aufgeboten wurde, wurde in einer Zeit, zu der Ein- und Auswechslungen noch nicht möglich waren, kaum eingesetzt und kam nicht über zwei bestrittene Partien in seinem ersten Jahr bei den Profis hinaus. Dem folgte eine Spielzeit völlig ohne Einsatz und eine Saison 1935/36, in deren Verlauf er erneut zweimal auf dem Platz stand.
In der Spielzeit 1936/37 schaffte er den Sprung in die erste Elf und konnte seinen Stammplatz die folgenden Jahre über verteidigen; 1939 musste er nach 79 Erstligapartien mit zwei Toren jedoch den Abstieg seiner Mannschaft hinnehmen. Im selben Jahr wurde der Zweite Weltkrieg begonnen, wodurch der reguläre Spielbetrieb eingestellt wurde und man sich auf inoffizielle Meisterschaften beschränkte. Trotz des Krieges konnte Chaniel die Laufbahn fortsetzen und auch der FC Antibes blieb dank der besonderen Umstände der höchsten Spielklasse erhalten; dennoch wechselte er zum Liga- und Lokalrivalen OGC Nizza.
Mindestens bis 1942 verblieb er bei Nizza. Für die Spielzeit 1943/44 stand er im Kader der ÉF Clermont-Auvergne, die im Wesentlichen aus Spielern des Stade Clermont bestand, da Vereine in diesem Jahr nicht antreten durften. Als Vereine 1944 wieder zugelassen wurden, schloss sich Chaniel Clermont an; als 1945 der reguläre Spielbetrieb wieder aufgenommen wurde, kehrte er nach Antibes zurück und spielte mit dem Klub erstmals in der zweiten Liga. 1946 ging er zum zweiten Mal nach Nizza, das ebenfalls zweitklassig war; 1947 schaffte er die Rückkehr in die Erstklassigkeit, als er bei der AS Cannes unterschrieb. 1948 beendete er seine Laufbahn in der ersten Liga, war danach noch für ein Jahr Stammspieler beim Zweitligisten SC Toulon und entschied sich 1949 für sein Karriereende. Später arbeitete er zeitweilig als Trainer für einen Verein aus Grasse.